# Yelena Matiyevskaya
Yelena Matiyevskaya (nacida como Yelena Bratishko, 8 de marzo de 1961) es una deportista soviética que compitió en remo.
Participó en los Juegos Olímpicos de Moscú 1980, obteniendo una medalla de plata en la prueba de cuatro scull con timonel. Ganó tres medallas en el Campeonato Mundial de Remo entre los años 1982 y 1985.

## Palmarés internacional
| Juegos Olímpicos   | Juegos Olímpicos  | Juegos Olímpicos | Juegos Olímpicos         |
| Año                | Lugar             | Medalla          | Prueba                   |
| ------------------ | ----------------- | ---------------- | ------------------------ |
| 1980               | Moscú (URSS)      | Medalla de plata | Cuatro scull con timonel |
| Campeonato Mundial |                   |                  |                          |
| Año                | Lugar             | Medalla          | Prueba                   |
| 1982               | Lucerna (Suiza)   | Medalla de oro   | Doble scull              |
| 1983               | Duisburgo (RFA)   | Medalla de plata | Doble scull              |
| 1985               | Malinas (Bélgica) | Medalla de plata | Cuatro scull             |